# Московский, Александр Николаевич
Александр Николаевич Московский (1907—1939) — участник боёв на Халхин-Голе, Герой Советского Союза, военный комиссар стрелково-пулемётного батальона 8-й мотоброневой бригады 1-й армейской группы, старший политрук.

## Биография
Родился 15 августа 1907 года в селе Подоскляй (ныне — Рассказовского района Тамбовской области) в семье рабочего. Русский.
Его мать во время Тамбовского восстания была казнена повстанцами. Александр вместе с братом Борисом и двумя сёстрами — Юлией и Раисой — воспитывался в Рассказовском детском доме.
Окончил школу ФЗУ, работал на Арженской суконной фабрике, затем в Рассказовском райкоме комсомола. Член ВКП(б) с 1927 года.
В Красной Армии с 1929 года. В 1932 году окончил Московское военное авиационное техническое училище и служил там инструктором, секретарём комсомольского бюро, начальником отдела кадров.
С 11 мая 1939 года принимал участие в боях с японскими милитаристами на реке Халхин-Гол (Монголия). Бригада, в которой служил военный комиссар стрелково-пулемётного батальона старший политрук Александр Московский, с 20 июля по 17 августа 1939 года находилась в обороне. В одном из тяжелейших боёв 23 июля он был ранен. Комиссар Московский в ночном бою 28 августа 1939 года возглавил контратаку стрелковой роты против вражеского батальона, пытавшегося выйти из окружения, нанеся противнику значительный урон в живой силе. Погиб в этом бою. Похоронен в районе боевых действий.

## Награды
- За мужество и героизм, проявленные при выполнении воинского и интернационального долга, старшему политруку Александру Николаевичу Московскому 17 ноября 1939 года посмертно присвоено звание Героя Советского Союза.
- Награждён орденом Ленина.

## Память

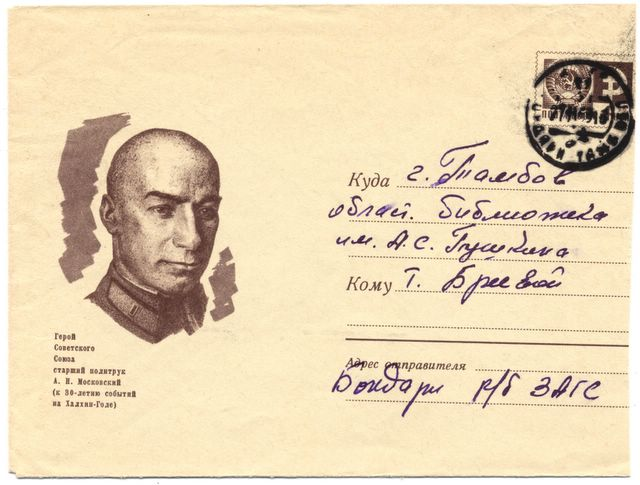
Почтовый конверт СССР.

- Герой Советского Союза А. Н. Московский навечно зачислен в списки Тамбовского военного авиационного технического училища.
- На здании Тамбовского училища и в селе Подоскляй Герою установлены мемориальные доски.
- 16 августа 1989 года Рассказовскому ПТУ-24, где учился А. Н. Московский с 1923 по 1925 годы, присвоено Героя.
- Одна из улиц города Тамбова носит имя героического комиссара[1], там же в 2018 году установили памятник в его честь[2].
- В честь А. Н. Московского был выпущен почтовый конверт СССР[3].

## Семья
Сын - Олег Александрович (14.06.1934 - 22.02.1999) был журналистом, освещал события во многих "горячих точках". В мае, а затем в июле-августе 1986 в качестве специального корреспондента ТАСС был в добровольной командировке по освещению устранения последствий крушения на Чернобыльской АЭС. В 2001 г. его вдова писала, что "остались со своим горем один на один, никакой помощи от государства не имеем, а было бы не лишним..."